# Ốc cối vàng
Ốc cối vàng (Danh pháp khoa học: Conus quercinus) là một loài ốc biển trong họ Conidae. Chúng là loài ốc được ưa chuộng để lấy vỏ làm trang sức.

## Đặc điểm

### Mô tả
Ốc cối vàng có chiều dài trung bình 70mm với đường kính ngang tại chỗ rộng nhất khoảng 40mm và chiều dài tối đa 160mm với đường kính ngang 55mm. Kích cỡ chúng khoảng 30–140 mm. Vỏ của chúng có dạng trứng thuôn dài, kích cỡ trung bình. Vỏ dài, chắc và nặng. Chóp xoắn có dạng hình nón, vòng xoăn đều và láng. Khe hở của vỏ dài và rộng, có màu trắng; chỗ rộng nhất nằm ở chóp đầu. Màu sắc của vỏ thường là vàng nhạt. 

### Tập tính
Thức ăn của chúng là các loài động vật thân mềm khác Chúng được phân bố rất rộng, từ vùng dưới triều đến độ sâu khá lớn, nhưng thường sống chui trong các khe kẽ rạn san hô ở độ sâu từ 50 - 70m. Đôi khi thấy chúng vùi trong cát ở vùng rạn phẳng. Ốc cối vàng là loại ốc dùng để làm nút, trang trí. Chúng sống ở vùng xa bờ.

## Phân bố
Loài ốc này xuất hiện ở Biển Đỏ, Ấn Độ Dương quanh Aldabra, Chagos, cao nguyên Mascarene; ngoài bờ biển Đông Ấn, vùng biển nhiệt đới Thái Bình Dương phía Tây Indonesia và ngoài khơi Australia (Lãnh thổ Bắc Úc, Queensland, Tây Úc).